# Katharina Gjesdahl
Anna Katharina Christie Gjesdahl, född 1885 i Norderhov, död 1975, var en norsk författare. Från debuten 1915 med Andre folks skjæbne skrev hon en rad romaner som gärna tar upp kvinnotyper från ämbetsmannamiljö som har svårt att hävda sig: Den store avgjørelse (1916), Skyggen (1917), Porcelænsdukken (1918), Anne Garbens prest (1920), Carite (1923), Stedmor (1925), Toves mand (1927), En fremmed i hans hus (1929), Franziska kommer hjem (1932), Reise med Toto (1947), La oss redde Fenella (1951), Takk fordi jeg elsker deg (1955) och Ariadnes tråd (1957).